# Cantonul Champtoceaux
Cantonul Champtoceaux este un canton din arondismentul Cholet, departamentul Maine-et-Loire, regiunea Pays de la Loire, Franța.

## Comune
- Bouzillé
- Champtoceaux (reședință)
- Drain
- Landemont
- La Varenne
- Liré
- Saint-Christophe-la-Couperie
- Saint-Laurent-des-Autels
- Saint-Sauveur-de-Landemont